# Sternburg
 (mai 2021).
Si vous disposez d'ouvrages ou d'articles de référence ou si vous connaissez des sites web de qualité traitant du thème abordé ici, merci de compléter l'article en donnant les références utiles à sa vérifiabilité et en les liant à la section « Notes et références ».

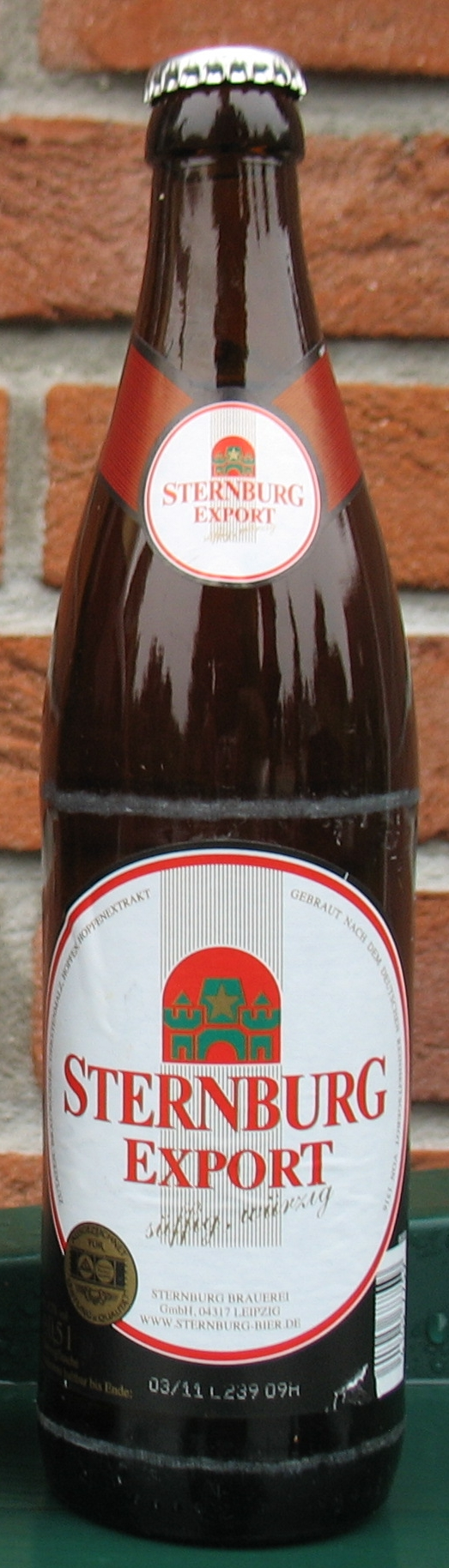
Une bouteille de 50 cl de Sternburg Export.

Sternburg [ ʃtɛʁnˈbʊɐ̯k] ou familièrement Sterni est une marque de bière allemande brassée à Leipzig en Saxe. Filiale depuis 2006 du groupe Radeberger, la Sterni revendique son héritage est-allemand et son prix très abordable. Avec 9,5 % de parts de marché en 2006, elle représente la bière la plus vendue de l'Allemagne orientale. Après une baisse des ventes ces dernières années, Sternburg s'est engagée pour la première fois de son histoire dans une campagne de publicité ironique en mode guérilla marketing.
Sternburg signifie littéralement « le bourg de l'étoile ». Toutes les capsules de Sternburg représentent d'ailleurs une étoile.

## Histoire

### Lützschena
La première mention d'une brasserie à cet endroit remonte à l'année 1278 : « une brasserie du domaine seigneurial entre l'Elster et Mühlteich ». Le domaine a ensuite reçu le nom de Lützschena. Le domaine a été acquis en 1405 par Wilhelm von Mechfritz. En 1822, le roi Louis Ier de Bavière élève Maximilian Speck au rang de baron à titre héréditaire et lui cède le domaine de Lützschena pour y constituer une exploitation modèle dans l'élevage de moutons et le brassage. Le baron Speck a pu y apporter ses expériences du brassage qu'il avait fait en Bavière. Il obtient en 1823 la licence de débit de boisson et la permission auprès du conseil municipal lipsien de vendre la bière à Leipzig. Il est nommé en 1829 freiherr de Sternburg par le roi. La marque Sternburg Bier date donc de cette année-là. À l'époque, 30 000 hectolitres de Sternburg sont vendus par an. La réputation du village de Lutzschena, devenu depuis quartier de Leipzig, est pendant des années indissociable de sa brasserie, située au nord de la Leipziger Straße.
En 1948, la brasserie est passée sous domaine public, propriété de la Volkseigenebetrieb Getränkekombinates Leipzig, un combinat de boisson. La brasserie a continué de se développer pour produire 500 000 hl par an en 1989.
Après la chute du mur, la brasserie Sternburg est redevenue une Gesellschaft mit beschränkter Haftung en 1990, en coopération avec la brasserie Stuttgarter Hofbräu.

### Reudnitz
En février 1991, la marque passe sous le contrôle de la Brau und Brunnen AG de Dortmund et la bière Sternburg est désormais produite à la brasserie de Reudnitz au n° 13 de la Mühlstraße. La brasserie, qui produisait aussi la bière Reudnitzer, a été modernisée en 1993 à hauteur de 50 millions d'euros. Du fait des difficultés financières de la Brau und Brunnen AG, la brasserie de Reudnitz et ses 170 employés ont été menacés de fermeture en 1997, ce qui a donné lieu à d'importantes manifestations.
La brasserie a été vendue au groupe Radeberger en 2006, lui-même filiale du groupe Dr. Oetker.

## Campagne de publicité
En 2011, pour la première fois de son histoire, Sternburg lance une campagne de publicité remarquée et très reprise. Pour se démarquer de ses concurrents et pour réduire le coût, les affiches sont collées sur les murs d'affiches en mode guérilla marketing ou publiées sur carte postale ou sur t-shirt. Elles mettent toutes en scène des personnages caricaturaux qui ne se rabaisseraient pas à boire de la « Sterni » à cause de sa réputation. Les slogans portent sur l'origine est-allemande de la bière « Une bière de l'Est ! On les autorise encore à en faire ? » (Ostbier? Dürfen die sowas überhaupt?) ou sur son public cible censément prolétaire ou alternatif, voire punk : un bourgeois déclarant « J'en boirais si elle coûtait plus cher » (Ich würd's trinken wenn es teurer wäre) ; un videur de boîte déclarant « ça, ça n'entre pas » (Das kommt mir hier nicht rein) ; un officier de police déclarant « Non, c'est une bière à problème » (Nee, die machen immer nur Ärger)... 
Pendant les Élections législatives locales de 2011 à Berlin, Sternburg a fait appel à la société Finzel & Schuck GmbH pour imprimer des affiches sur le thème des élections et se confondant avec les affiches des candidats aux élections. 
Un magazine de fan, le Sterni existe également.

## Gamme
Les différentes sortes de Sternburg par année de mise sur le marché, de l'export, la pilsener, la schwarzbier aux différents panachés comme la Radler ou la Diesel. La Hefeweizen est plutôt une blanche tandis que l'Urtyp est censé revenir, comme son nom l'indique, au brassage originel. Entre parenthèses est indiqué le degré d'alcool.
Les ingrédients des bières suivent les directives de la Reinheitsgebot allemande : eau de brassage, malt d'orge, houblon, extrait de houblon. Les boissons à la bière aromatisées (Radler, Diesel, Doppelkaramel) ont en outre tous les ingrédients des sodas habituels, y compris sirops, arômes (dont l'arôme de caféine), colorants, acides, édulcorants...
| | |
| - 1992 Sternburg Export (5,2°) - 1992 Sternburg Pilsener (4,9°) - 1997 Sternburg Schwarzbier (4,9°) - 2002 Sternburg Radler (2,6°) | - 2003 Sternburg Diesel (2,6°) - 2004 Sternburg Doppelkaramel (0,0°) - 2005 Sternburg Hefeweizen (5,2°) - 2008 Sternburg Urtyp (5,2°) |

## Site officiel
- (de) sternburg-bier.de